# Der Commander
Der Commander (italienischer Titel: Il Triangolo della paura) ist ein deutsch-italienischer Abenteuerfilm von Antonio Margheriti aus dem Jahr 1988. Der Film hatte in Deutschland am 28. April 1988 Premiere und lief in Italien unter dem Titel Il Triangolo della paura.

## Handlung
Commander Jack Colby der Anti-Drogen-Einheit ist Spezialist für schwierige Einsätze. Deshalb erhält er von Mazzarini, einem Ex-Söldner, den Auftrag, in Bangkok eine Söldnergruppe zusammenzustellen, um im Goldenen Dreieck, dem Hauptumschlagplatz im internationalen Drogengeschäft, das größte Rohopium-Lager der Welt zu vernichten. Währenddessen trifft sich in Berlin der Stab der internationalen Drogenabwehr. Carlson, der Vorsitzende des Komitees, schleust den Agenten Wild Bill Hickock in Colbys Söldnertruppe ein, um in den Besitz einer kompromittierenden CD-ROM zu gelangen. Diese CD enthält Aufnahmen und Daten, die hohe Drogenfahnder als Angehörige der Drogenmafia entlarven würden, die sich in die Einheit eingeschleust haben. Colby, der diese ganzen Hintergründe nicht kennt, ist es inzwischen gelungen, die Rohopium-Vorräte in Indonesien zu vernichten. Doch als er mit den überlebenden Söldnern von einem Hubschrauber Mazzarinis aufgenommen und außer Landes gebracht werden soll, entpuppt sich dieser als Hintermann der Drogengeschäfte. Nur mit äußerstem Einsatz kann Colby dessen Angriff überleben.

## Produktionsnotizen
Mit dem Commander versuchte Produzent Erwin C. Dietrich an den Erfolg von Geheimcode: Wildgänse anzuknüpfen, doch das Sequel floppte. Lediglich durch die globalen Verkäufe konnte Dietrich die Verluste begrenzen.

## Kritik
Der Film wird von Kritikern als B-Movie eingeschätzt.
Das Lexikon des internationalen Films urteilt vernichtend: „Ein spekulativer Söldner-Film mit allen unrühmlichen Markenzeichen des Genres: Waffenkult, rassistische Feindbilder und ein neokolonialistischer Blick auf die Länder der ‚Dritten Welt‘.“
Telesette „erwartete von Margheriti, unserem Faktotum des Kommerzkinos, etwas mehr“.